# بریجت استار
بریجت استار (انگلیسی: Bridgette Starr؛ زادهٔ ۱۰ دسامبر ۱۹۷۵) بازیکن فوتبال اهل استرالیا است.
وی همچنین در تیم ملی فوتبال زنان استرالیا بازی کرده‌است.